# Partido Republicano Liberal (Estados Unidos)
El Partido Republicano Liberal fue un partido político estadounidense que se organizó en mayo de 1872 para oponerse a la reelección del presidente Ulysses S. Grant y sus seguidores radicales republicanos en la elección presidencial de 1872. El partido surgió en Misuri bajo el liderazgo del senador Carl Schurz y pronto atrajo a otros opositores de Grant; los republicanos liberales denunciaron los escándalos de la administración de Grant y buscaron una reforma del servicio civil. El partido se opuso a las políticas de Reconstrucción de Grant, particularmente al Acta de Ejecución que destruyó al Ku Klux Klan. Perdió por un margen abrumador y desapareció del escenario nacional después de las elecciones de 1872.
El Partido Republicano había surgido como el partido dominante en la posguerra civil, pero muchos republicanos originales se mostraron insatisfechos con el liderazgo del presidente Grant. Prominentes líderes liberales como Schurz, Charles Sumner y Lyman Trumbull habían sido líderes en la lucha contra la esclavitud y en las primeras etapas de la Reconstrucción. Consideraban la tarea cumplida y pensaban que las políticas radicales continuas eran opresivas. Para 1872, exigían el fin de la Reconstrucción y la restauración del autogobierno en el Sur.
La convención republicana liberal de 1872 nominó una fórmula compuesta por Horace Greeley, editor de la larga data del New-York Tribune, y el gobernador de Misuri, Benjamin Gratz Brown. Buscando derrotar a Grant, el Partido Demócrata nominó la fórmula republicana liberal y respaldó la plataforma republicana liberal. Sin embargo, Grant salió triunfante en las elecciones, aprovechando una organización partidaria superior. Los demócratas carecían de entusiasmo por Greeley, quien durante décadas los había denunciado. Greeley recibió el 44 % de los votos populares, ganando los estados de Texas, Misuri, Kentucky, Tennessee, Georgia y Maryland. Grant recibió 286 de los 352 votos del colegio electoral. Greeley murió poco después de las elecciones.
El Partido Republicano Liberal desapareció inmediatamente después de las elecciones, aunque un puñado de sus líderes continuaron sirviendo en el Congreso. Los antiguos miembros del partido se dispersaron en los partidos Demócrata y Republicano. Al cortar la lealtad de los elementos liberales al Partido Republicano, los republicanos liberales hicieron posible que muchos de estos líderes se trasladaran al Partido Demócrata.

## Historia

### Creación

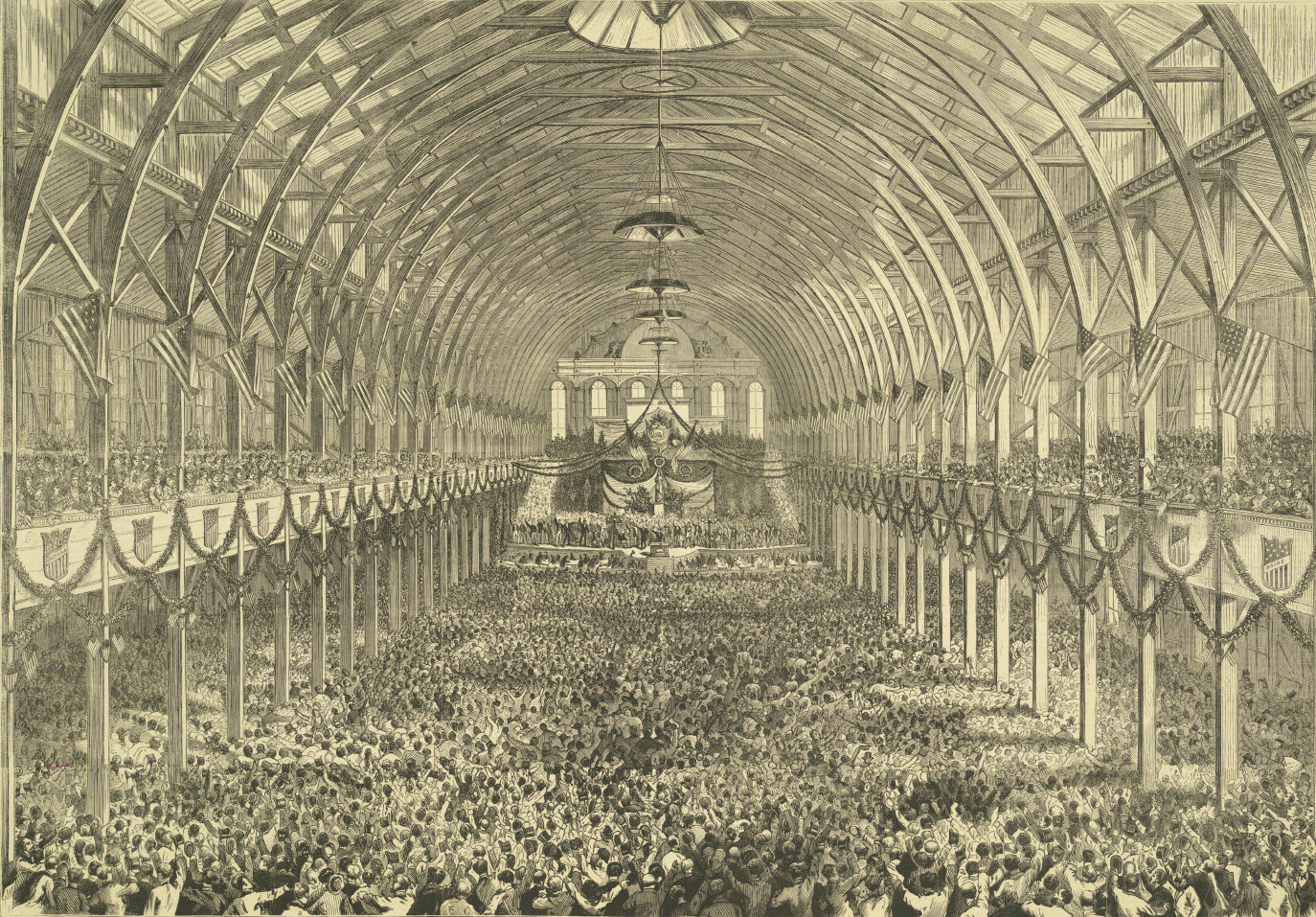
Interior del salón de convenciones durante el anuncio de Horace Greeley como el candidato del partido para la presidencia en 1872

Originalmente, los republicanos liberales abogaban por un retorno al tradicional republicanismo clásico, estaban preocupados por la corrupción y el poder centralizado que se estaba infiltrando en el gobierno federal, y querían reformar el Partido Republicano. A medida que los republicanos liberales comenzaron a formar un partido político, unos años más tarde, fue tomado por otros que eran anti-Grant y anti-reconstrucción. El partido comenzó en Misuri en 1870 bajo el liderazgo de Carl Schurz y se extendió a nivel nacional. Tuvo un fuerte apoyo de influyentes editores de periódicos republicanos como Murat Halstead del Cincinnati Commercial, Horace White del Chicago Tribune, Henry Watterson del Louisville Courier-Journal, Samuel Bowles del Springfield Republican y especialmente Whitelaw Reid y Horace Greeley del New-York Tribune. Muchos líderes republicanos liberales habían sido demócratas y miembros del Partido del Suelo Libre antes de unirse al Partido Republicano después de su creación en la década de 1850.
Los republicanos liberales pensaban que la administración Grant y el presidente personalmente estaban completamente corruptos. Más importante aún, pensaban que los objetivos de la Reconstrucción se habían logrado. Estos objetivos eran, en primer lugar, la destrucción de la esclavitud y, en segundo lugar, la destrucción del nacionalismo confederado. Con estos objetivos logrados, los principios del republicanismo exigían que las tropas militares federales fueran retiradas del Sur, donde estaban apuntalando supuestamente regímenes republicanos corruptos. Muchos de los fundadores originales del partido republicano y líderes de la Guerra Civil se unieron al movimiento, incluido su candidato Horace Greeley, Charles Sumner de Massachusetts, Lyman Trumbull de Illinois, Cassius Marcellus Clay de Kentucky y Charles Francis Adams de Massachusetts. La plataforma del partido exigía "la remoción inmediata y absoluta de todas las discapacidades impuestas debido a la rebelión" y el autogobierno local para los estados del sur. Consideraba "una reforma completa del servicio civil como una de las necesidades más apremiantes de la hora". Muchos republicanos liberales también buscaban una revisión a la baja de los aranceles, creyendo que las poderosas industrias habían ganado injustamente la protección de ciertos bienes.
Los republicanos liberales argumentaban que el objetivo de garantizar derechos civiles y políticos para los afroamericanos se había logrado. Por lo tanto, sostenían que era hora de "amnistía", lo que significaba devolver a los ex confederados el derecho a votar y ocupar cargos públicos. Una motivación clave para muchos republicanos liberales era la creencia en los derechos estatales y el temor a un gobierno federal fuerte. Muchos republicanos liberales se habían unido al Partido Republicano en la década de 1850 en oposición a la expansión de la esclavitud hacia los territorios, pero con la esclavitud ya no siendo un problema y la Guerra Civil terminada, otras cuestiones como el poder federal volvieron a surgir. Muchos de los republicanos liberales, incluido Trumbull, se habían opuesto al juicio político de Andrew Johnson y desconfiaban de un desequilibrio en el equilibrio constitucional tradicional. Según el historiador Eric Foner, los cuatro senadores republicanos restantes que votaron para absolver al presidente Johnson se habían unido al Partido Republicano Liberal en 1872.

### Convención de 1872
Liderado por Schurz, el juez Stanley Matthews y el editor William Grosvenor, el Partido Republicano Liberal organizó una convención nacional en Cincinnati en mayo de 1872. En Misuri, los demócratas y los republicanos liberales habían derrotado con éxito al gobernador republicano titular y los republicanos liberales esperaban nominar a un candidato presidencial que también pudiera ganar el apoyo de los demócratas. Aunque Schurz había fundado el partido, no era elegible para postularse a la presidencia ya que había nacido en Alemania y en su lugar se convirtió en presidente de la convención. Los que asistieron a la convención tenían diversas motivaciones, aunque todos estaban unidos en oposición a Grant. Muchos delegados se sintieron atraídos por el apoyo del partido a la reforma del servicio civil y al fin de la Reconstrucción. Otros, como Reuben Fenton, esperaban recapturar el control de las organizaciones partidarias estatales. En Misuri, los republicanos liberales se habían establecido como un partido importante, pero los otros estados carecían de una organización partidaria y sus delegaciones eran poco más que comités auto-designados.
Al entrar en la convención, el juez de la Corte Suprema David Davis, el senador Lyman Trumbull de Illinois y el excongresista Charles Francis Adams de Massachusetts estaban entre los principales candidatos a la nominación presidencial. Schurz favorecía a Adams, pero no estaba dispuesto a respaldar públicamente a un candidato ya que deseaba mantener la apariencia de imparcialidad. Davis entró en la semana de la convención con quizás el respaldo más fuerte, pero su candidatura fue dañada por la cobertura desfavorable de los periódicos alineados con el movimiento republicano liberal. El editor de periódicos Horace Greeley de Nueva York ganó el apoyo de muchos ex partidarios de Davis, a pesar de cierta preocupación por su falta de apoyo a la reducción arancelaria.
En la primera votación de la convención, Adams y Greeley surgieron como los dos contendientes más fuertes para la nominación. La mayoría de los delegados votaron por Adams o Greeley en votaciones posteriores, aunque Trumbull retuvo un apoyo significativo. En la sexta y última votación, Greeley obtuvo justo lo suficiente para asegurar la nominación. Después de la nominación presidencial, la convención eligió al gobernador de Misuri, Benjamin Gratz Brown, como el candidato a la vicepresidencia del partido. Brown había apoyado la nominación de Greeley como una forma de aumentar su poder dentro del partido estatal a expensas de Schurz, y Brown ganó el apoyo de la mayoría de los delegados pro-Greeley en la votación para la vicepresidencia.

### Elecciones de 1872
Antes de la convención del Partido Republicano Liberal, los líderes demócratas habían dado garantías a los republicanos liberales de que nominarían a la fórmula republicana liberal. Los demócratas creían que no podían ganar las elecciones de 1872 sin republicanos anti-Grant y los líderes demócratas esperaban cosechar recompensas de patrocinio de una presidencia republicana liberal. Sin embargo, los líderes demócratas quedaron consternados por la nominación de Greeley. Muchos demócratas sureños estaban ansiosos por elegir a cualquier candidato que pudiera poner fin a las políticas de Reconstrucción de Grant, pero los frecuentes ataques de Greeley al Partido Demócrata le habían granjeado la enemistad de muchos demócratas, especialmente en el Noreste. A pesar de estas reservas, la mayoría de los demócratas decidieron que Greeley era mejor que Grant y representaba su única oportunidad de derrotar al presidente republicano. Aunque varias convenciones estatales soportaron considerable debate, todas las convenciones estatales demócratas, excepto la de Delaware, finalmente respaldaron a Greeley. Por un amplio margen, la Convención Nacional Demócrata de julio de 1872 votó para respaldar la fórmula republicana liberal y aceptar la plataforma del partido sin modificaciones. Después de la convención, un grupo de demócratas descontentos liderados por Blanton Duncan nominó a Charles O'Conor y John Quincy Adams II en la boleta del Straight-Out Democratic Party, pero ambos rechazaron la nominación y ninguno hizo campaña activamente.
El Partido Republicano Liberal se fusionó con el Partido Demócrata en todos los estados excepto Louisiana y Texas. En los estados donde los republicanos eran más fuertes, los republicanos liberales presentaron la mayoría de la lista conjunta de candidatos para cargos menores; mientras que en los estados donde los demócratas eran más fuertes, los demócratas presentaron la mayoría de los candidatos. En muchos estados, como Ohio, cada partido nominó la mitad de una lista conjunta de candidatos. Incluso líderes demócratas inicialmente renuentes como Thomas F. Bayard terminaron apoyando a Greeley.
La campaña de 1872 se llevó a cabo principalmente en torno a personalidades en lugar de temas, con Greeley y Grant recibiendo numerosos ataques personales. Greeley favorecía el proteccionismo y no enfatizaba la reforma del servicio civil, dos de los temas motivadores para los fundadores del partido. Greeley atacó muchas de las designaciones de Grant como corruptas, pero sus asociaciones pasadas con líderes republicanos socavaron el argumento de corrupción. No obstante, líderes republicanos liberales como Schurz y Sumner se unieron en torno a Greeley y la mayoría hicieron campaña activamente por el candidato del partido. Los partidarios de Grant acusaron a los republicanos liberales de buscar revertir los resultados de la Guerra Civil y los republicanos movilizaron organizaciones de veteranos en apoyo a Grant. Los republicanos liberales argumentaron que buscaban la reconciliación del Norte y del Sur y que había llegado el momento de poner fin a las políticas radicales de Reconstrucción. Cada partido buscaba atraer a los afroamericanos, con el atractivo republicano liberal centrado en la larga historia de abolicionismo de Greeley. Sin embargo, Frederick Douglass organizó con éxito a los negros en apoyo a Grant. Muchos dentro y fuera del Partido Republicano Liberal creían que su coalición triunfaría en las elecciones de 1872 y el resultado de las elecciones permaneció en duda hasta octubre. Sin embargo, los republicanos utilizaron una organización superior, el respaldo de financistas como Jay Cooke y las dudas demócratas persistentes sobre Greeley para ganar la mayoría de los concursos en todo el país.
Foner escribe que a pesar del historial personal de Greeley en defensa de los derechos civiles, los negros desconfiaban agudamente debido a su asociación en el ciclo electoral con el Partido Demócrata, y además reconocían que la reforma del servicio civil inhibiría su progreso social y económico al impedir efectivamente que "toda la población de color" ocupara cargos públicos.
En las elecciones, Greeley obtuvo el 43.8% de los votos populares y solo 66 de los 352 votos electorales, mientras que O'Conor obtuvo el 0.3% de los votos populares. Greeley murió el 29 de noviembre de 1872, antes de que los electores presidenciales se reunieran el 4 de diciembre para emitir los votos electorales. Los electores de Greeley no pudieron coordinar sus votos antes de la reunión, pero su acción no hizo ninguna diferencia ante la aplastante victoria de Grant en el Colegio Electoral.

### Poselecciones de 1872
Aunque el Partido Republicano Liberal no sobrevivió a la muerte de Greeley, varias de sus reformas se materializaron en la década siguiente. Los republicanos reformistas lograron la nominación y luego la elección de Rutherford B. Hayes en las elecciones presidenciales de 1876, quien puso fin a la Reconstrucción y eliminó algunas de las designaciones de Grant. El llamado republicano liberal a la reforma del servicio civil se aprobó durante la administración del presidente Chester Arthur. Sin embargo, el rendimiento relativamente pobre de Greeley (le fue peor que a Horatio Seymour en las elecciones presidenciales de 1868) también puso fin al experimento demócrata con boletas de fusión.
Aunque la organización del partido nacional desapareció, varios miembros del Partido Republicano Liberal continuaron sirviendo en el Congreso después de las elecciones de 1872. Mientras que aquellos en la Cámara pudieron mantener sus asignaciones y presidencias de comités, los senadores republicanos liberales se convirtieron de facto en independientes y recibieron asignaciones de comités inferiores. La mayoría de los congresistas republicanos liberales eventualmente se unieron al Partido Demócrata. Fuera del Sur, algunos republicanos liberales buscaron la creación de un nuevo partido opuesto a los republicanos, pero los demócratas no estaban dispuestos a abandonar su antigua afiliación partidista e incluso esfuerzos relativamente exitosos como el Partido de la Reforma de Wisconsin colapsaron. Incluso el Partido Republicano Liberal de Misuri colapsó cuando los demócratas se convirtieron en el principal partido de oposición a los republicanos.
Los demócratas ganaron varios escaños en el Congreso y numerosos otros cargos en las elecciones de 1874, ayudados por la insatisfacción con Grant y la deserción de antiguos republicanos liberales. A medida que los republicanos se preocupaban cada vez más por sus posibilidades en las elecciones de 1876, cortejaron a antiguos líderes republicanos liberales como Schurz y Fenton. Ambos partidos hicieron llamamientos directos a los antiguos republicanos liberales en las elecciones de 1876 y los antiguos partidarios del partido se dividieron aproximadamente por igual entre los dos candidatos presidenciales. Schurz hizo campaña activamente por Hayes y se convirtió en el Secretario de Interior después de que Hayes ganara la elección. En los años siguientes, los antiguos republicanos liberales se convirtieron en miembros activos de ambos partidos principales. En la década de 1880, muchos se unirían al movimiento Mugwump en oposición a James G. Blaine. Muchos también se unieron al Partido de los Billetes Verdes, que buscaba políticas inflacionarias y reformas laborales.

## Candidatos
| Año elección | Resultado | Candidatos                   | Candidatos                   |
| Año elección | Resultado | Presidente                   | Vicepresidente               |
| 1872         | Perdió    | Representante Horace Greeley | Gobernador Benjamin G. Brown |